# Hmeljčič
Hmeljčič este o localitate din comuna Mirna Peč, Slovenia, cu o populație de 64 de locuitori.